# فارا سان مارتينو
فارا سان مارتينو (بالإيطالية: Fara San Martino)‏ هي بلدية في مقاطعة كييتي في إقليم أبروتسو الإيطالي.

## السكان
في سنة 1861 بلغ عدد السكان 2٬937 نسمة، وتطور العدد ليصل في سنة 2011 لـ 1٬524 نسمة.
يظهر هذا المخطط البياني تطور النمو السكاني لـ فارا سان مارتينو

## توأمة
لفارا سان مارتينو اتفاقيات توأمة مع:
- سنجليا